# Dąbrówka Zabłotnia (przystanek kolejowy)
Dąbrówka Zabłotnia – przystanek kolejowy w Dąbrówce Zabłotniej w gminie Kowala, w powiecie radomskim, w województwie mazowieckim.

## Budowa
W 2021 roku PKP PLK rozpoczęła postępowanie przetargowe na realizację budowy przystanku. Przystanek oddano do użytku 2 stycznia 2023 roku.

## Ruch pasażerski
| Rok  | Wymiana pasażerska na dobę |
| ---- | -------------------------- |
| 2023 | 50-99                      |